# Камара на представителите на САЩ
Камара на представителите на САЩ (на английски: United States House of Representatives или съкратено The House) е долната камара на Конгреса на САЩ, докато другата е Сенатът. В Камарата на представителите, всеки щат е представен пропорционално на населението си и има право на поне един представител (конгресмен). Общият брой на представителите е определен да бъде 435. Мандатът на всеки представител е две години, но той има право да бъде преизбиран неограничен брой пъти.
Съставът и правомощията на Конгреса са установени от член първи на американската конституция. От създаването си през 1789 г. всички представители са пряко избирани. В днешно време, освен 435-те представители има допълнителни 6 представители без право на глас, с което общият брой на членовете на Конгреса става 441. Към 2010 г., най-голяма е делегацията на Калифорния – 53 представители. Седем щати са представяни само от един човек: Аляска, Делауеър, Монтана, Северна Дакота, Южна Дакота, Върмонт и Уайоминг.
Камарата на представителите е натоварена с отговорността да приема федералното законодателство, а законите се изпращат за разглеждане от президента след съгласуване със Сената. Камарата има и изпълнителна власт: тя инициира всички закони, подвежда под съдебна отговорност федерални служители (процедура, известна като импийчмънт) и избира президент, в случай че никой кандидат не получи мнозинство след избори. Камарата провежда събранията си в южното крило на Капитолия на САЩ.
Ръководителят на Камарата на представителите се нарича говорител. Той се избира от членовете на Камарата, което означава, че по традиция той е и водач на партията с мнозинство.